# BFF (singel)
BFF – singel duetu PG$, w wykonaniu bambi i Young Leosi, który został wydany 24 sierpnia 2023 za pomocą wytwórni BE Records za pośrednictwem Universtal Music Polska.
Nagranie otrzymało w Polsce status diamentowej płyty 5 czerwca 2024.

## Nagrywanie
Utwór został wyprodukowany i zrealizowany przez @atutowy’ego. Za mix/mastering utworu odpowiada Enzu. Tekst do utworu został napisany przez bambi i Young Leosię.

## Twórcy
Opracowane na podstawie opisu oficjalnego teledysku, Genius oraz Spotify.
- bambi – tekst, wokal
- Young Leosia – tekst, wokal
- @atutowy – produkcja, kompozycja, realizacja
- Enzu – mix, mastering

## Teledysk
Do utworu powstał teledysk, który udostępniono 25 sierpnia 2023 za pośrednictwem serwisu YouTube.

## Certyfikaty i sprzedaż
| Państwo       | Certyfikat         | Sprzedaż | Data przyznania      |
| ------------- | ------------------ | -------- | -------------------- |
| Polska (ZPAV) | diamentowa płyta   | 250 000+ | 5 czerwca 2024       |
| Polska (ZPAV) | 4× platynowa płyta | 200 000+ | 20 marca 2024        |
| Polska (ZPAV) | 3× platynowa płyta | 150 000+ | 7 lutego 2024        |
| Polska (ZPAV) | 2× platynowa płyta | 100 000+ | 20 grudnia 2023      |
| Polska (ZPAV) | platynowa płyta    | 50 000+  | 8 listopada 2023     |
| Polska (ZPAV) | złota płyta        | 25 000+  | 18 października 2023 |

## Pozycje na listach
- OLiS: 1[10]
- Spotify: 1[11]